# Teddy Sears

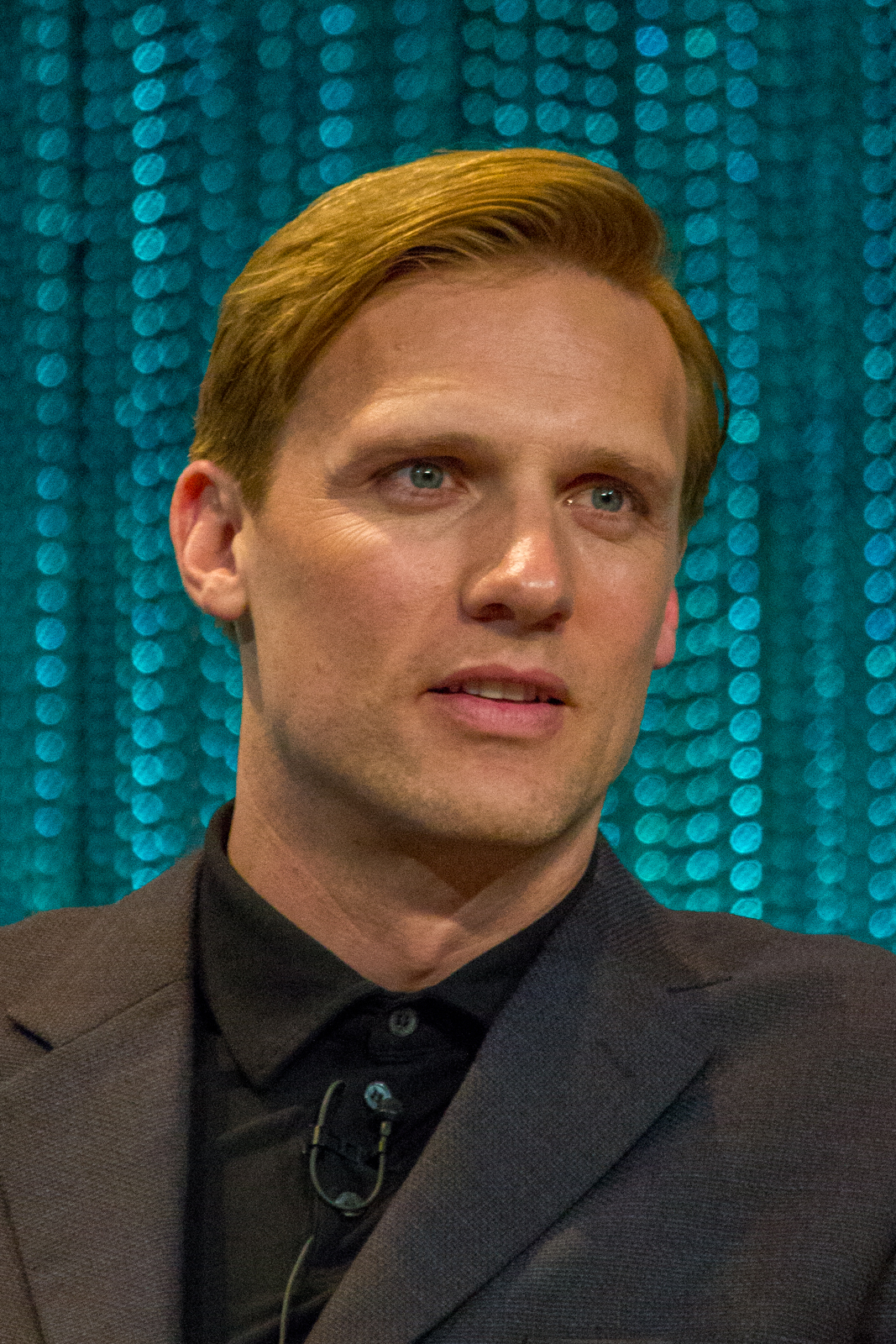
Teddy Sears in 2014

Edward M. 'Teddy' Sears (Washington D.C., 6 april 1977) is een Amerikaans acteur.

## Biografie
Sears werd geboren in Washington D.C. maar groeide op in Chevy Chase (Maryland). Hij heeft de high school doorlopen aan de Landon School in Bethesda (Maryland). Hierna ging hij studeren aan de universiteit van Maryland in Maryland waar hij aanvoerder was van de American footballteam. Tijdens zijn studie ging hij met een transfer verder studeren aan de universiteit van Virginia in Charlottesville waar hij afstudeerde in 1999 in management. Na zijn afstuderen verhuisde hij naar New York waar hij wilde gaan werken in het management, maar kwam in aanraking met het acteren en besloot toen om acteur te worden.

## Filmografie

### Films
Uitgezonderd korte films.
- 2023 Justice League: Warworld - als Warlord (stem)
- 2022 A Waltons Thanksgiving - als John Walton
- 2019 Christmas in Evergreen: Tidings of Joy - als Ryan Bellamy
- 2017 Christmas In Evergreen - als Ryan Bellamy
- 2017 The Sounding - als Michael
- 2016 Nine Lives - als Josh
- 2015 Faux Show - als Jonathan Blanchard
- 2015 Curve - als Christian Laughton
- 2015 Members Only - als Geddy
- 2012 Drew Peterson: Untouchable – als Mike Adler
- 2010 The Client List – als Rex Horton
- 2010 Backyard Wedding – als Evan Slauson
- 2009 A Single Man –als Mr. Strunk
- 2008 Os Desafinados – als coole New Yorker
- 2007 Firehouse Dog – als Terence Kahn
- 2007 Fughly – als Blake
- 2007 I'm Paige Wilson – als Lyle Trillon
- 2005 In Between – als Ken
- 2005 The Legacy of Walter Frumm – als Stephen
- 2001 To End All Wars – als paratrooper

### Televisieseries
Uitgezonderd eenmalige gastrollen.
- 2025 The Night Agent - als Warren Stocker - 2 afl.
- 2024 - 2025 Brilliant Minds - als dr. Josh Nichols - 11 afl.
- 2018 - 2022 Chicago Fire - als Kyle Sheffield - 11 afl.
- 2021 American Crime Story - als Jim Fisher - 4 afl.
- 2019 - 2020 The Politician - als William - 4 afl.
- 2015 - 2018 The Flash - als Jay Garrick / Hunter Zolomon / Zoom - 20 afl.
- 2016 - 2017 24: Legacy - als Keith Mullins - 12 afl.
- 2013 - 2016 Masters of Sex – als Dr. Austin Langham – 29 afl.
- 2012 – 2013 666 Park Avenue – als detective Hayden Cooper – 5 afl.
- 2011 – 2012 Blue Bloods – als Sam Croft – 2 afl.
- 2011 American Horror Story – als Patrick – 4 afl.
- 2011 Torchwood – als blauwe ogende man – 4 afl.
- 2010 – 2011 The Defenders – als ADA Thomas Cole – 10 afl.
- 2008 – 2009 Raising the Bar – als Richard Patrick Woolsey – 25 afl.
- 2006 – 2007 Ugly Betty – als Hunter – 2 afl.
- 2006 CSI: Miami – als Peter Kinkella – 2 afl.
- 2006 Studio 60 on the Sunset Strip – als Darren Wells – 2 afl.
- 2005 Late Show with David Letterman – als Blind Justice – 5 afl.

- International Standard Name Identifier: 0000 0001 1518 5691
- Library of Congress Control Number: no2011019059
- Nederlandse Thesaurus van Auteursnamen: 380243385
- Virtual International Authority File: 167935005
- WorldCat: E39PBJqvVbBpQqxp7CXyhBk7HC